# Pseudosmittia littoralis
Pseudosmittia littoralis är en tvåvingeart som först beskrevs av Tokunaga 1936.  Pseudosmittia littoralis ingår i släktet Pseudosmittia och familjen fjädermyggor. Inga underarter finns listade i Catalogue of Life.